# (200374) 2000 QK91
(200374) 2000 QK91 es un asteroide perteneciente al cinturón de asteroides descubierto el 25 de agosto de 2000 por el equipo del Lincoln Near-Earth Asteroid Research desde el Laboratorio Lincoln, Socorro, Nuevo México, Estados Unidos.

## Designación y nombre
Designado provisionalmente como 2000 QK91.

## Características orbitales
2000 QK91 está situado a una distancia media del Sol de 2,372 ua, pudiendo alejarse hasta 2,718 ua y acercarse hasta 2,025 ua. Su excentricidad es 0,145 y la inclinación orbital 2,530 grados. Emplea 1334,47 días en completar una órbita alrededor del Sol.

## Características físicas
La magnitud absoluta de 2000 QK91 es 16,8. 